# Eubrianax amamiensis
Eubrianax amamiensis is een keversoort uit de familie keikevers (Psephenidae). De wetenschappelijke naam van de soort werd in 1965 gepubliceerd door Satô.